# Omnibus (collection)
Pour les articles homonymes, voir Omnibus (homonymie).
La collection Omnibus éditée par Dargaud à partir de 1984 jusqu'en 1988, regroupait sous un même volume trois albums des principaux auteurs maison de bande dessinée.
Sont éditées dans cette collection (liste indicative) :
- Achille Talon de Greg
- Blueberry de Jean Giraud
- Le Génie des alpages de F'murr
- Jonathan Cartland de Laurence Harlé et Michel Blanc-Dumont
- Léonard de Bob de Groot et Turk
- Lucky Luke de Morris
- Mac Coy de Jean-Pierre Gourmelen et Antonio Hernández Palacios
- Philémon de Fred
- Tanguy et Laverdure de Jean-Michel Charlier
- Valérian, agent spatio-temporel de Jean-Claude Mézières et Pierre Christin